# Инцидент с ирански Еърбъс (1988)
Инцидентът с иранския полет 655 (IR655) е свалянето с американска ракета на пътнически самолет Airbus A300 на Iran Air над Персийския залив на 3 юли 1988 г., изпълнявал редовен полет между градовете Бандар Абас в Иран и Дубай, ОАЕ.
Самолетът е свален от ракета, изстреляна от ракетния крайцер „Vincennes“ от състава на Военноморските сили на САЩ. Загиват всичките 290 души на борда на самолета, вкл. 16 членове на екипажа и 66 деца сред пътниците. По време на изстрелването на ракетата по самолета американският крайцер Vincennes се е намирал в ирански териториални води.
Правителството на САЩ излиза със съобщение, че иранският самолет е бил погрешно идентифициран като F-14 на ВВС на Иран. Иранското правителство от своя страна обаче твърди, че Vincennes съзнателно е атакувал гражданския самолет.
Причините за трагедията са комплексни. Сред водещите са липсата на комуникация с ръководството на гражданските полети в района, което се дължи на обтегнатите отношения между американската и иранската страна, както и неадекватното обучение на екипажа на американския крайцер. В допълнение към това е и разигралото се по-рано сутринта стълкновение между крайцера и въоръжените ирански катери от бреговата охрана.
Отделно от това инцидентът възниква 1 г. след като в Персийския залив иракски самолет Мираж F-1 атакува американската фрегата USS Stark по време на Ирано-иракската война с противокорабна ракета Екзосет, убивайки 37 членове на екипажа и повреждайки сериозно кораба.
След инцидента в американския военноморски флот са въведени нови правила за сигурност, които да позволяват надеждна идентификация на потенциално опасни цели при въздушна атака.

## Жертви
| Гражданство                | Пътници | Екипаж | Всичко |
| -------------------------- | ------- | ------ | ------ |
| Иран                       | 238     | 16     | 254    |
| Обединени арабски емирства | 13      | 0      | 13     |
| Индия                      | 10      | 0      | 10     |
| Пакистан                   | 6       | 0      | 6      |
| Югославия                  | 6       | 0      | 6      |
| Италия                     | 1       | 0      | 1      |
| Всичко                     | 274     | 16     | 290    |

На 26 февруари 1996 г. САЩ се съгласяват да изплатят на Иран компенсация в размер на 61,8 млн. долара за 248 жертви в инцидента по разчет от 300 хил. долара за всеки трудоспособен и 150 хил. за останалите, без стойността на сваления самолет, възлизаща на около 30 млн. долара. Съединените щати разглеждат паричната компенсация като доброволен акт, но отказват да признаят вина и да се извинят за инцидента. 